# Мельничная (река, впадает в Белое море)
Мельничная — река в России, протекает по территории Кестеньгского сельского поселения и Чупинского городского поселения Лоухского района Республики Карелии. Длина реки — 19 км.
Река берёт начало из ламбины без названия на высоте 101 м над уровнем моря.
Течёт преимущественно в восточно-северо-восточном направлении по заболоченной местности.
Река в общей сложности имеет два малых притока суммарной длиной 2,0 км.
Втекает в Кандалакшский залив Белого моря.
В среднем течении Мельничная пересекает трассу Р21 («Кола»). В нижнем течении — линию железной дороги Санкт-Петербург — Мурманск.
Населённые пункты на реке отсутствуют.
Код объекта в государственном водном реестре — 02020000712102000001592.